# Бондарец, Лука Никифорович
Лука Никифорович Бондарец  (Бондаренко) или Лука Бондарь (1892, с. Новоспасовка Мариупольского уезда Екатеринославской губернии — 25 июня 1920) — один из лидеров махновского движения, военачальник в армии Махно.

## Биография
Родился в крестьянской семье. Отец — крестьянин-каменоломщик. Работал столяром. С 1910 года — член Новоспасовской группы анархистов-коммунистов.
Участник Первой мировой войны. С 1914 по 1918 год — служил рядовым солдатом царской армии.

## Участие в повстанческом движении
Вернувшись с фронта на родину, принял участие в организации повстанческого движения на Екатеринославщине.
В ноябре — декабре 1918 года был помощником командира Новоспасовского повстанческого отряда, численностью до 700 бойцов. В его рядах вëл борьбу против гетманских и белых войск, в январе 1919 г. присоединился к махновцам.
После организации бригады им. Махно в марте — мае 1919 года — командир батальона, затем с июнь 1919 г. — командир 8-го Заднепровского полка. В осенне-зимнюю кампанию 1919 г. командовал пехотным полком Революционной Повстанческой Армии Украины (РПАУ), участвовал в боях против деникинцев.
С января 1920 г. скрывался в подполье в родном селе Новоспасовке. 8 мая 1920 г. Новоспасовская группа анархистов присоединилась к РПАУ, в тот же день Лука Бондарец был избран начальником всей кавалерии армии, а 29 мая 1920 г. одновременно — членом Совета революционных повстанцев и начальником его культпросветотдела. С 15 мая 1920 г., командуя 1-й кавалерийской группой, участвовал в рейде отрядов махновской армии по тылам Красной армии. В бою у с. Дибровки 25 июня 1920 г. его части разбили красноармейские части и при этом пленили всю 174-ю бригаду Красной армии.
В этом бою Лука Бондарец был убит.